# Escuts i banderes del Pla d'Urgell

Escut oficial del Pla d'Urgell

Els escuts i banderes del Pla d'Urgell són el conjunt d'escuts i banderes oficials dels municipis d'aquesta comarca catalana. En aquest article s'hi inclouen els escuts i les banderes oficialitzats per la Generalitat des del 1981 per la conselleria de Governació què en té la competència.
Pel que fa a l'escut comarcal cal dir que els escuts comarcals s'han creat expressament per representar els Consells i, per extensió, són el símbol de tota la comarca. D'un temps ençà els Consells Comarcals sembla que van unificant criteris al voltant dels respectius escuts comarcals. Un d'ells és la bordura que representa els quatre pals de l'escut de Catalunya. És així que trobem com a oficializat l'emblema representatiu de tota la comarca del Pla d'Urgell.
No tenen escut ni bandera oficialitzats: Bellvís i Mollerussa.

## Escuts oficials

Barbens Aprovat el 21 d'abril de 1983.
Bell-lloc d'Urgell Aprovat el 21 d'abril de 1983.
Castellnou de Seana Aprovat el 13 d'octubre de 1988.
Fondarella Aprovat el 7 de juliol de 1987.
Golmés Aprovat el 3 d'abril de 1987.
Ivars d'Urgell Aprovat el 21 d'octubre de 1991.
Linyola Aprovat el 3 d'octubre de 1989.
Miralcamp Aprovat el 4 d'agost de 1987.
el Palau d'Anglesola Publicat al DOGC el 21 de març de 2022.
el Poal Aprovat el 3 d'octubre de 1989.
Sidamon Aprovat el 25 de setembre del 2002.
Torregrossa Publicat al DOGC el 17 de gener del 2011.
Vilanova de Bellpuig Aprovat el 25 de setembre del 1989.
Vila-sana Aprovat el 14 de gener del 1985.

## Banderes oficials

Bandera oficial del Pla d'Urgell

el Palau d'Anglesola Publicada al DOGC el 20 de juliol de 2022.
Ivars d'Urgell Publicada al DOGC el 3 de setembre de 1993.
Miralcamp Publicada al DOGC el 4 de gener de 2005.
Vila-sana Publicada al DOGC el 27 de setembre de 2007.